# Roland Hetzer

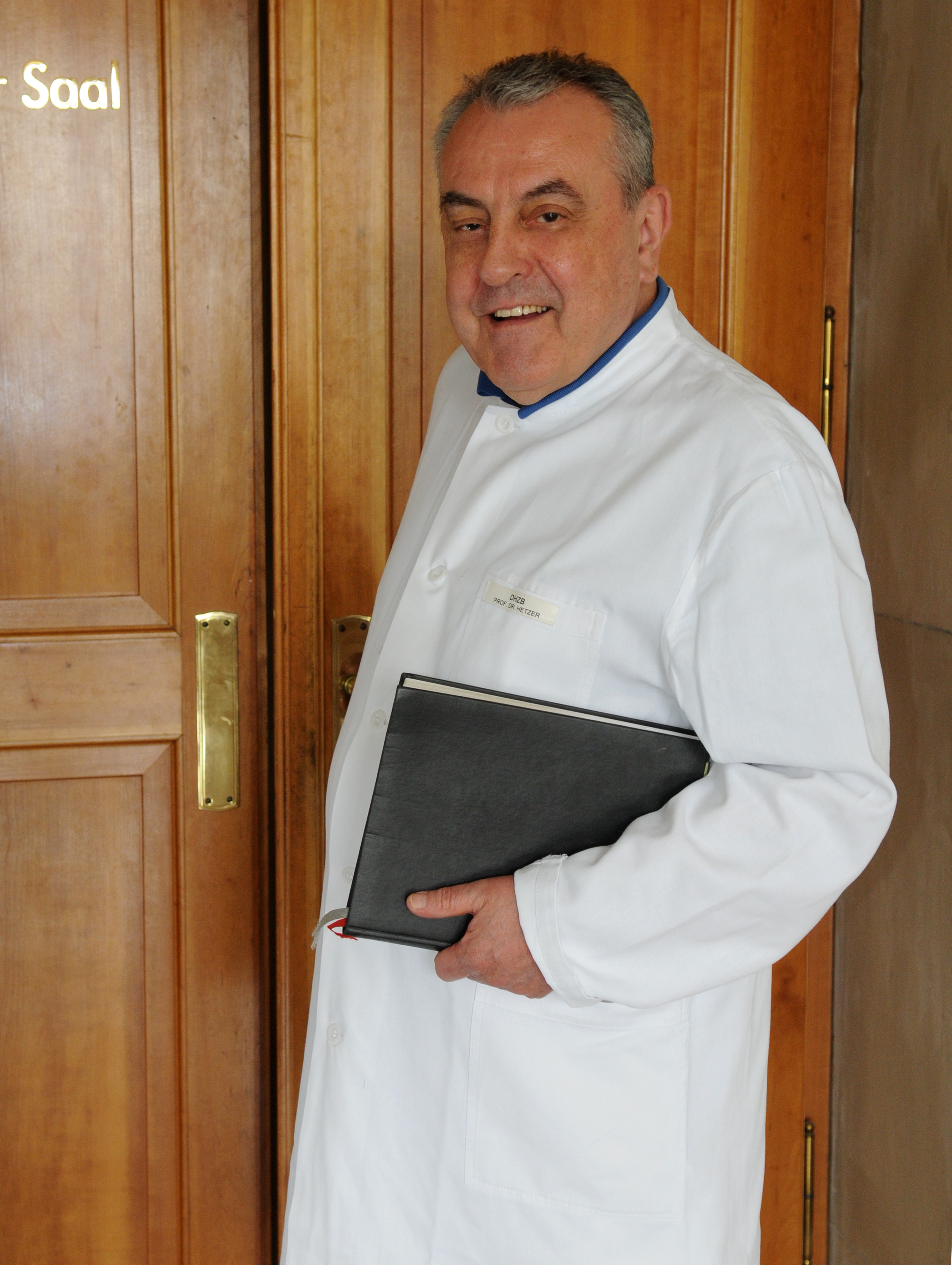
Roland Hetzer (2011)

Roland Hetzer (* 17. Januar 1944 in Neuhammer, Reichsgau Sudetenland) ist ein deutscher Herzchirurg und Hochschullehrer. Er war Ärztlicher Direktor des Deutschen Herzzentrums Berlin.

## Leben
Hetzer besuchte das Holbein-Gymnasium Augsburg. Nach dem Abitur studierte er ab 1963 Medizin an der Johannes Gutenberg-Universität Mainz und wechselte danach 1964 an die Ludwig-Maximilians-Universität München. 1969 machte er dann das Staatsexamen und das amerikanische ECFMG-Examen. Im selben Jahr promovierte er zum Dr. med. 1970 wurde er approbiert.
Nach anschließender Tätigkeit als Assistenzarzt in Augsburg nahm Roland Hetzer 1971 eine Stelle als wissenschaftlicher Assistent an der Medizinischen Hochschule Hannover an und ging 1976 als Clinical Fellow an das California Pacific Medical Center und die Stanford-Universität, wo Norman Shumway als Pionier Herzoperationen durchführte.
1977 wurde er Facharzt für Chirurgie. Nach seiner Rückkehr nach Deutschland war er ab 1978 als Oberarzt in Hannover tätig. Dort habilitierte er 1979. 1983 erhielt er eine außerplanmäßige Professur und begann im selben Jahr in Hannover die Herztransplantation zu etablieren.
Mit der Berufung zum Universitätsprofessor kam Hetzer 1985 nach Berlin an die Freie Universität und baute als leitender Arzt der Herzchirurgie und Ärztlicher Direktor das Deutsche Herzzentrum Berlin (DHZB) auf. 1987 nahm er dort die erste erfolgreiche Implantation eines Kunstherzens vor. 1990 war er der letzte Vorsitzende vom West-Berliner Teil der Berliner Chirurgischen Gesellschaft. Zum 1. Oktober 2014 trat Hetzer als Ärztlicher Direktor und Direktor der Klinik für Herz-, Thorax- und Gefäßchirurgie des DHZB in den Ruhestand; Nachfolger ist Volkmar Falk.
2015 wurde Roland Hetzer als ordentliches Mitglied der Naturwissenschaftlichen Klasse in die Sudetendeutsche Akademie der Wissenschaften und Künste berufen.
Für seine Leistungen wurde Hetzer 1987 mit dem Verdienstorden des Landes Berlin und 1995 für die Gründung der Akademie für Kardiotechnik und der damit verbundenen staatlichen Anerkennung der Ausbildung zum Kardiotechniker, mit dem Verdienstorden der Bundesrepublik Deutschland ausgezeichnet. 2009 übernahm er den Vorsitz des Europäischen Registers für Patienten mit mechanischer Kreislaufunterstützung e. V., Euromacs. Hetzer war Vorsitzender des Kuratoriums der Friede Springer Herz Stiftung.
Roland Hetzer ist verheiratet und Vater von vier Kindern. Sein Bruder Gerhard Hetzer war bis 2018 Leiter (Direktor) des Bayerischen Hauptstaatsarchivs in München. Roland Hetzer ist seit Studientagen Mitglied der katholischen Studentenverbindung K.St.V. Ludovicia Augsburg im KV.

## Bücher
- Meine Leidenschaft ist das Herz. Insel, Berlin, 2021. ISBN 978-3-458-17904-7.

## Ehrungen
- Verdienstorden des Landes Berlin (1987)
- Ehrenprofessorwürde der Shanghai Second Medical University (1999)
- Ehrendoktor der Universität Fujian (2001)
- Ehrendoktor der Kardinal-Stefan-Wyszyński-Universität (2002)
- Ehrendoktor der Universität Sarajevo (2006)
- Staatliche N.-N.-Burdenko-Medizinakademie, Woronesch (2006)
- Ehrendoktor der Lomonossow-Universität (2009)
- Verdienstorden der Bundesrepublik Deutschland (Verdienstkreuz I. Klasse)
- Georg-Klemperer-Ehrenmedaille der Ärztekammer Berlin (2014)[5]
- Sudetendeutscher Kulturpreis für Wissenschaft (2015)